# Каулонија Марина
Каулонија Марина је насеље у Италији у округу Ређо ди Калабрија, региону Калабрија.
Према процени из 2011. у насељу је живело 2620 становника. Насеље се налази на надморској висини од 45 м.